# 関克哉
関 克哉（せき かつや）は、フジテレビのゼネラルプロデューサー、料理研究家。

## 人物
- 多目的ベースユニット、モーションコントロールカメラシステムの開発を手がけ、映像分野での内外の評価も高い。
- 主に音楽番組を担当し、僕らの音楽-OUR MUSIC-、FNS歌謡祭でチーフカメラマンをつとめていた。
- アーティストのライブ収録ではスイッチャーを担当。2002年12月に横浜アリーナでおこなわれたMr.Children/ wonderful world on DEC 21では、17台のカメラをアドリブで生スイッチングした映像が、編集なしでそのままDVD化された。
- 機器開発では、2006年11月に幕張メッセでおこなわれたinterBEE2006で、世界初となるアーム巻き取り式カメラクレーン「Viewstonコンセプト」を発表。
- 2009年、フジテレビと野村ユニソン（長野県茅野市）の共同開発で、製品版Viewston完成。
- 2010年、新感覚のフライドチキン「ブレイブチキン」とフードをつまむ際指が汚れない「ゆびとも」を開発・市販化。
- 2012年、フジテレビ無料動画コミュニティサイト「見参楽！」プロデューサー。
- 2013年、フジテレビCS放送テクニカルプロデューサー
- 2014年、日本初の24時間365日IPサイマル配信「フジテレビNEXTsmart」で、クラウド型配信プラットフォームを開発・運用
- 2016年、「フジテレビONEsmart」「フジテレビTWOsmart」をクラウド型配信プラットフォームに追加開発し、フジテレビCS３チャンネルのサイマル配信を完成
- 2018年、放送品質の編成・プレイアウトプラットフォームをオールクラウドで開発・運営
- 2020年、放送本線のマスターシステムにリニア配信システムの機能を融合。
- 2023年、FNSチャリティキャンペーン50周年ソングにChageが率いたMULTI MAXの「WINDY ROAD」を宇海-UUMI-＆澤近泰輔でプロデュース。
- 2024年、FNSチャリティキャンペーンソング「Pass the Smile」を澤近泰輔の作詞作曲、八神純子・宇海-UUMI-のデュエットでプロデュース。

## 受賞歴
- 多目的ベースユニット「Valise Pro」
NAB2004全米放送事業者大会でMario Award受賞
- 新型モーションコントロールカメラシステム「Camsat」
NAB2004全米放送事業者大会でVidy Award Best of Show受賞
日本映画テレビ技術協会第58回技術開発賞受賞
第31回放送文化基金賞放送技術部門受賞
2005日本民間放送連盟賞技術部門優秀賞受賞